# 라디온
이론물리학에서 중력스칼라(graviscalar, 그래비스칼라) 또는 라디온(radion)이라고 불리는 가상의 입자는 일반 상대론의 계량 텐서, 즉 중력장의 여기로 나타나지만, 칼루차–클레인 이론에서 보여지듯이 4차원에서는 스칼라와 구별할 수 없다. 스칼라장 {\displaystyle \phi }는 계량 텐서 {\displaystyle g_{55}}의 구성 요소에서 오는데, 여기서 숫자 5는 추가적인 5차원을 나타낸다. 스칼라장의 유일한 변화는 추가 차원의 크기 변화를 나타낸다. 또한, 여러 개의 추가 차원을 가진 모델에서는 이러한 입자가 여러 개 존재한다. 더욱이, 확장된 초대칭 이론에서 그래비스칼라는 일반적으로 스핀 0을 가진 입자처럼 행동하는 중력자의 초대칭짝이다. 이 개념은 게이지화된 힉스 모형과 밀접하게 관련되어 있다.

## 같이 보기
- 중력광자 (또는 중력벡터)
- 딜라톤
- 칼루차–클레인 이론
- 랜들-선드럼 모형
- 골드베르거-와이즈 메커니즘
- 가상 입자 목록

- 중력광자
- 딜라톤
- 칼루차–클레인 이론
- 랜들-선드럼 모형

## 참고 자료
- Roy Maartens, “Brane-World Gravity”, Living Rev. Relativ., 7, (2004), 7. ,